# Леймейден
Леймейден (нід. Leimuiden) — село у муніципалітеті Каг-ен-Брассем, у нідерландській провінції Південна Голландія, одне з найбільших у цьому муніципалітеті. До 1 січня 1991 року Леймейден був окремим муніципалітетом.

## Історія
Село Леймейден виникло у X–XI століттях як поселення видобувачів торфу, на перетині двох торговельних шляхів каналу Дрехт і шляху Херенвег, що сполучав Алфен-ан-ден-Рейн з Амстердамом. Вже 1040 року у деяких документах графів Голландських зустрічається назва Liethemuton, а у документі від 28 грудня 1063 року єпископ Утрехтський підтверджує право абатства Ехтернахт на половину доходів від низки церков, зокрема, церкви у поселенні Liethemuton. У 1156 році цей топонім знову зустрічається у подібному листі від настоятеля абатства Ехтернахт до графа Голландії Дідеріка VI. У XII або XIII столітті дерев'яну церкву Леймейдена замінили на кам'яну.
У наступні століття Леймейден розвивався завдяки своєму розташуванню: по каналу Дрехт йшов основний торговий потік між Амстердамом, Алфен-ан-ден-Рейном, Гаудою та Роттердамом. До кінця XVII століття Лейменден належав родині ван Вассенар-Вармонд. У 1666 році Йохан Вассенар почав осушувати землі на південний схід від Леймейдена, так у 1678 році з'явився Вассенаарський польдер. Після Вассенарів Леймейден перейшов у спадок до Франциска Паулюса Еміліуса, графа Аултремонта і Варфузе. 13 березня 1728 року село Леймейден із хутором Врізекоп за 42 тис. гульденів придбав мер Амстердама Ліве Гелвінк.
17 вересня 1806 року у Леймейдені звели нову церкву замість зруйнованої у 1772 році.
У 1940 році відбулося розділення провінції Голландія на Північну і Південну, і за цим розподілом Леймейден опинився у Північній Голландії. Втім, до 1850 року озеро Гарлеммермер було осушене і новостворені території увійшли до складу Північної Голландії, а Леймейден і невелика частка муніципалітету Алсмер відійшли Південній.
1 січня 1991 року муніципалітет Леймейден об'єднався із сусідніми населеними пунктами в муніципалітет Якобсвауде. Через майже два десятиріччя, 1 січня 2009 року Якобсвауде об'єднався із сусідньою громадою Алкемаде у муніципалітет Каг-ен-Брассем.

## Розташування
Село Леймейден розташоване біля кордону із провінцією Північна Голландія, між каналами Рінгварт (на півночі) і Дрехт (на півдні). Межа між двома провінціями зокрема, пролягає по каналу Рінгварт, з іншого боку якого, навпроти Леймейдена, розташоване село Леймейдербрюг, сполучене з Леймейденом мостовим переходом.
Леймейден розташований у польдерах Грітпольдер (Grietpolder) та Гроте-Хейліге-Гестпольдер (Groote Heilige-Geestpolder). На північний схід віл села лежить озеро Вестейндерплассен.
До статистичної зони Леймейдена також відносяться хутори Врізекоп і Білдердам, розташовані на берегах каналу Дрехт, на південний схід від Леймейдена. Площа цієї зони становить 12,26 км², з яких 11,99 км² займає суходол, а 0,27 км² — водна поверхня. Найвища точка — 0,5 метри нижче рівня моря — у центрі села Леймейден, а навколишні польдери розташовані на 4-4,5 метри нижче рівня моря.

## Транспорт

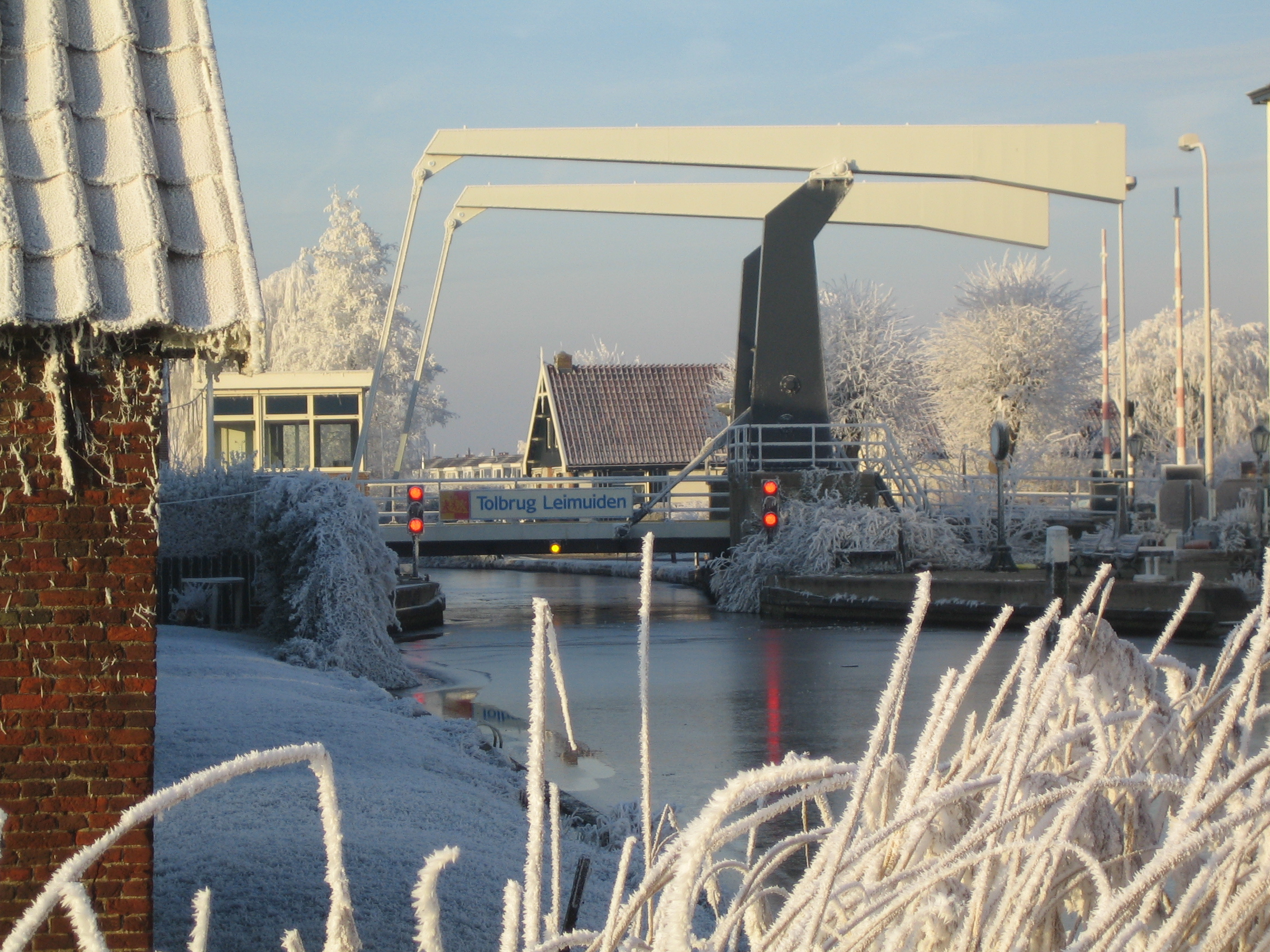
Міст у Леймейдені

Крізь Леймейден пролягає автошлях N207, що сполучає міста Ньїв-Веннеп, Алфен-ан-ден-Рейн і Гауду.
По Леймейдену проходять два міжміські автобусні маршрути:
- № 56 (на Леймейдербрюг, Ауде-Ветерінг, Рулофарендсвен, Ньїве-Ветерінг, Рейпветерінг, Ауд-Аде, Лейдердорп і Лейден)[3].
- № 370 (в один бік — на Алфен-ан-ден-Рейн, Ваубрюгге, Рейнсатервауде, в інший — на Хофдорп, Де-Хук та аеропорт Схіпгол)[4].

Між Леймейденом та сусіднім селом Ауде-Ветерінг існує поромна переправа через канал.
У 1912–1935 роках через Леймейден проходила залізнична лінія Хофдорп—Лейден, у селі навіть існувала своя станція. Втім, 31 грудня 1935 року цю лінію закрили, а 1952 року зруйнували будівлю залізничної станції в Леймейдені.

## Культура

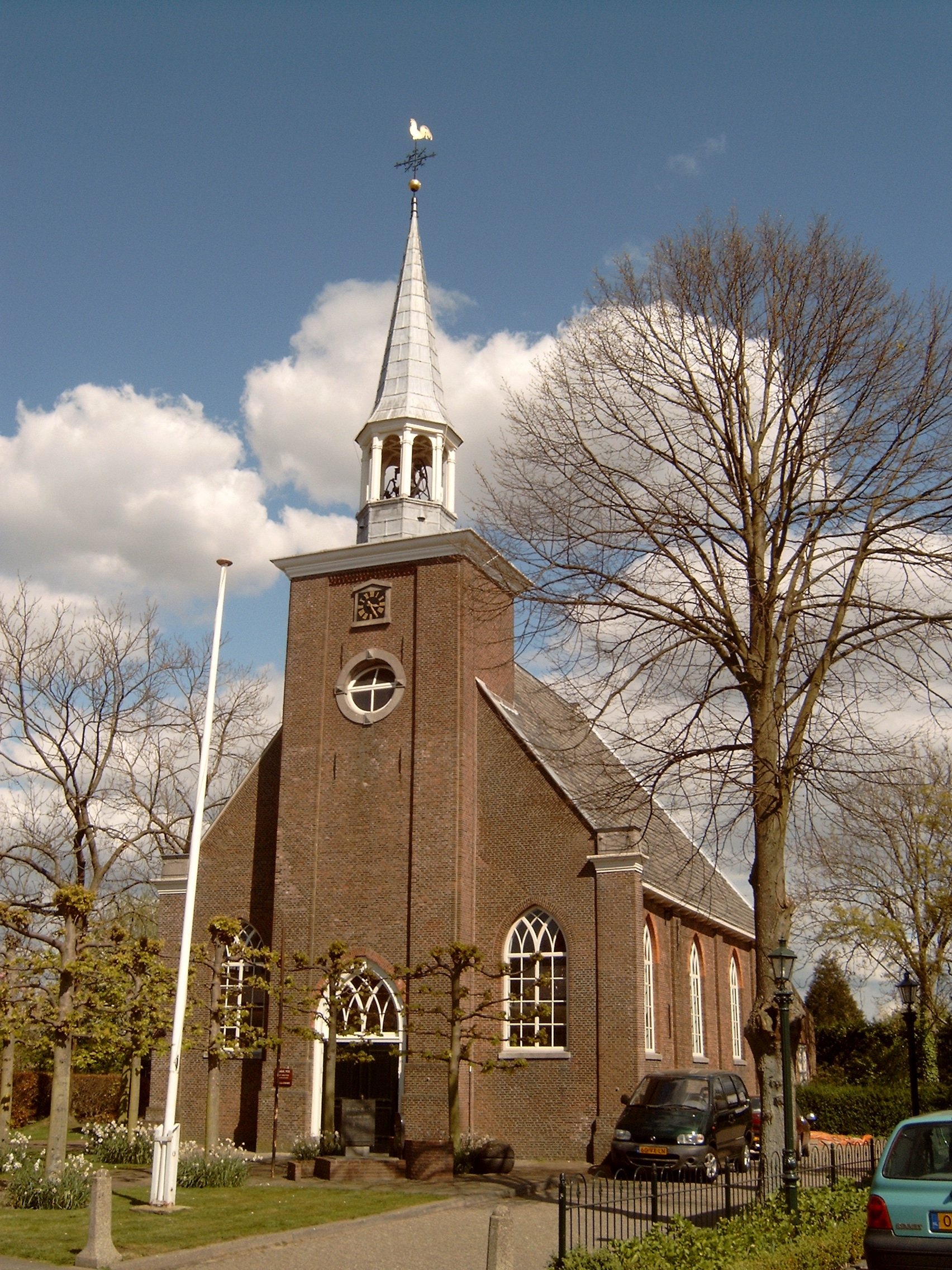
Реформатська церква

На території Леймейдена розташовано 6 національних пам'яток:
- реформатська церква, зведена 1805 року,
- католицька церква, зведена 1865 року,
- дві ферми XVIII і XIX століть.

Також три житлові будинки є пам'ятками місцевого значення.

## Демографія
Станом на 2012 рік у статистичній зоні Леймейден мешкало 4 300 осіб, з яких 2 235 чоловіків та 2 065 жінок, а у власне селі Леймейден — 1 055 осіб (535 чоловіків і 520 жінок). За віком населення розподіляється наступним чином (у дужках — дані по селу Леймейден):
- особи у віці до 15 років — 16% (14%),
- особи у віці від 15 до 25 років — 12% (13%),
- особи у віці від 25 до 45 років — 23% (22%),
- особи у віці від 45 до 65 років — 33% (36%),
- особи у віці старше 65 років — 17% (15%).

З усіх мешканців близько 10% мають іноземне походження, більшість з них — близько 7% — європейці.

## Видатні мешканці
- Боб де Йонг — нідерландський ковзаняр, золотий медаліст Олімпійських ігор 2006 року, чотириразовий золотий медаліст чемпіонатів світу. Народився у Леймейдені.
- Майкл Бускермолен[en] — колишній футболіст, грав за клуб «АЗ». Народився у Леймейдені.

Також двоє мешканців Леймейдена, 46-річний Гейсберт ван Дейн (Gijsbert van Duijn) та 33-річна Інге ван дер Сар (Inge van der Sar) були одними із 196 нідерландців, що загинули у катастрофі літака MH17 під Донецьком 17 липня 2014 року.

## Білдердам

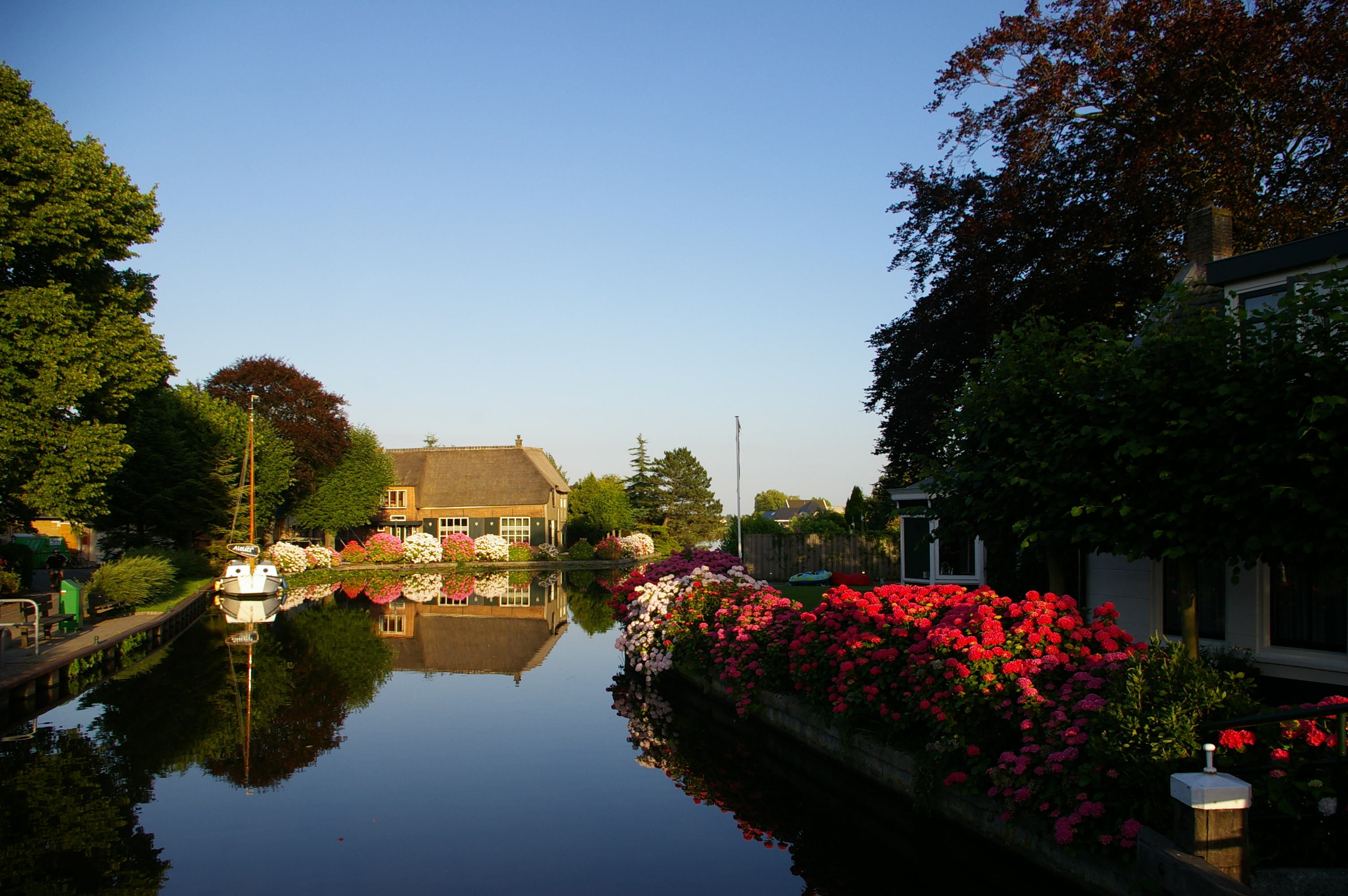
Білдердам

Хутір Білдердам розташований за 4,5 км на південний схід від центру Леймейдена, на березі каналу Дрехт, у Вассенаарському польдері. Втім, невелика південно-східна частина хутора із кількома будинками розташована у муніципалітету Ньївкоп (Північна Голландія). До 1 січня 2012 року ще один кавалок хутора підпорядковувався муніципалітету Ейтхорн.
У 2012 році тут мешкало 100 осіб (55 чоловіків і 45 жінок). Хутір займає площу 0,22 км².

## Врізекоп
Хутір Врізекоп розташований за 2,4 км на південний схід від центру Леймейдена, на березі каналу Дрехт. У 1728 Врізекоп разом із Леймейденом був придбаний мером Амстердама. У 1840 році тут було 28 садиб і 241 мешканець. У 2007 році тут мешкало близько 150 осіб, а 2012 році — 160 осіб (90 чоловіків і 70 жінок). Хутір займає площу 0,89 км².